# Conseil des entreprises, employeurs et groupements de l'économie sociale
Pour les articles homonymes, voir CEGES.
Le Conseil des entreprises, employeurs et groupements de l'économie sociale (CEGES), anciennement Comité national de liaison des activités mutualistes, coopératives et associatives (CNLAMCA) et Comité national de liaison des activités mutualistes et coopératives (CNLAMC), est un syndicat professionnel de l'économie sociale et solidaire en France.

## Historique
Le Comité national de liaison des activités mutualistes et coopératives (CNLAMC) est créé le 11 juin 1970 sous la forme d’une association,. Le comité participe alors à la résurgence de l'économie sociale.
Créé en 1970 sous le nom de Comité national de liaison des activités mutualistes coopératives et associatives (CNLAMCA), le CEGES s'est transformé en 2010 en véritable mouvement syndical des entreprises de l'économie sociale. Il intervient dans le débat public sur les grands sujets économiques et sociaux et dans le dialogue avec les partenaires sociaux.
En novembre 1975, l'organisation change de nom pour celui de Comité national de liaison des activités mutualistes, coopératives et associatives (CNLAMCA).
Il représente soit plus de 200 000 entreprises rassemblant près de 2,3 millions de salariés et constituant 7 à 8 % du PIB[Quand ?].
En 2012, la CEGES revendique 60 000 adhérents indirects pour un budget de 1 million d’euros.
En 2014, à la suite de la loi relative à l’économie sociale et solidaire entrainant la création de la chambre française de l'économie sociale et solidaire (ESS France), la nouvelle association prend la suite du CEGES,.

## Activité
Le CEGES représente les entreprises de droit privé organisées sous la forme de sociétés tendant à assurer la primauté de la personne sur le capital. Les associations, mutuelles, coopératives et fondations sont notamment présentes dans les secteurs médico-sociaux, des services à la personne, de la banque, de l'assurance, de l'agro-alimentaire. Ces entreprises à finalité sociale et sociétale ont pour but de produire des richesses réinvesties au bénéfice de ces finalités ; elles n'ont pas pour finalité la lucrativité ou le profit individuel. Leur activité s'inscrit dans un modèle économique durable.

## Présidences
- Gilbert Magal : depuis 1970[1]
- Jean-Louis Cabrespines jusqu'en 2014
- Roger Belot : depuis 2014[7]